# Фемінацизм
Фемінацизм (також фемі-нацизм  ) — це зневажливий термін для позначення феміністок, який популяризував політично консервативний американський ведучий ток-шоу на радіо Раш Лімбо.

## Походження та використання
Фемінацизм — це поєднання іменників фемінізм та нацизм.   Згідно з Оксфордським словником американського політичного сленгу, це слово [зневажливо] стосується «відданої феміністки або вольової жінки».  Згідно з Оксфордським словником англійської мови, найдавніше засвідчене використання цього терміну — це стаття 1989 року в газеті Los Angeles Times про протест проти абортів під гаслом «Фемінацистки, йдіть додому».  Пізніше цей термін був популяризований американським консервативним ведучим радіо-ток-шоу Рашем Лімбо на початку 1990-х років.   Лімбо приписує введення цього терміну професору університету Клемсона Томасу Хазлетту. 
Лімбо, який голосно критикував феміністичний рух,  стверджував, що термін «фемінацизм» стосується «радикальних феміністок», метою яких є «досягнення якомога більшої кількості абортів»,   невеликої групи «бойовиків» , яких він характеризував як таких, що «прагнуть влади» та «переконуються, що чоловіки не потрібні».  Лімбо відрізняв цих жінок від «доброзичливих, але несвідомих людей, які називають себе «феміністками».  Однак, цей термін став широко використовуватися для позначення фемінізму в цілому.  Згідно з «Новим словником сленгу та нетрадиційної англійської мови Партріджа», Лімбо використав цей термін, «щоб маргіналізувати будь-яку феміністку як жорстку, безкомпромісну чоловіконенависницю».  Газета «Нью-Йорк Таймс» описала це як «один із улюблених епітетів [Лімбо] для позначення прихильників прав жінок». 
Термін «фемінацизм» використовується для характеристики феміністичних поглядів як екстремальних, щоб дискредитувати феміністичні аргументи  та стигматизувати погляди чи поведінку жінок як «радикальні», «екстремальні» та «тиранічні».  Його використовували в загальному американському дискурсі, щоб помилково зобразити жінок як надмірно «чутливих» до сексизму.  Літературний критик Торіл Мой пише, що цей термін відображає поширені уявлення про те, що феміністки «ненавидять чоловіків», є «догматичними, негнучкими та нетерпимими», а також становлять «екстремістську, владолюбну меншість».  У своїй книзі «Розлючені білі чоловіки» соціолог Майкл Кіммел стверджує, що цей термін використовується для критики феміністичних кампаній за рівну оплату праці та захист від зґвалтувань і домашнього насилля, пов'язуючи їх з нацистським геноцидом. 
Цей термін використовується як образа в засобах масової інформації та соціальних мережах. «Фемінацисток» часто описують як небезпечних, різких, чоловіконенависниць, сором'язливих, позбавлених гумору та надмірно чутливих.  Лінгвістка Джеральдін Горан пише, що спостерігається помітне збільшення використання цього терміна в ЗМІ щоразу, коли якась жінка, яка є публічною постаттю, потрапляє в заголовки новин.  Використання терміна у Сполученому Королівстві досягло піку у 2015 році разом із повідомленнями про адвоката Шарлотту Праудман, яка розкритикувала колегу-чоловіка за коментар щодо її зовнішності в Інтернеті.  В Австралії цей термін набув ширшого вживання після публікації книги «Перший камінь» у 1995 році та використовувався у популярних ЗМІ для характеристики феміністок як загрозливих, «злопам'ятних» та «пуританських». 

## Реакції
Значення та доречність терміна «фемінацизм» часто обговорюються в. Горан пояснює використання слова «фемінацизм» образою «ширшого явища гендерної критики, цькування та тролінгу, спрямованих проти жінок в очах громадськості».  За словами Гелен Льюїс, заступниці редактора New Statesman, «ідея поєднувати визвольний рух з нацизмом є простим глибоким невіглаством. Вона підриває саму себе, бо є надто перебільшеною».  Лора Бейтс, засновниця проекту Everyday Sexism Project, сказала, що: «Це відчайдушна спроба демонізувати нас, і це розчаровує, бо якби це не було таким образливим словом, ми могли б почати його приймати та визнавати». 
Активістка Глорія Стайнем пише: «Я ніколи не зустрічала нікого, хто відповідав би цьому опису [бажання зробити стільки абортів, скільки можливо], хоча [Лімбо] щедро обдаровує мене цим, як і багатьох інших». Штайнем запропонував бойкот Лімбо за використання ним цього терміна, заявивши: « Гітлер прийшов до влади всупереч сильному феміністичному руху в Німеччині, замкнув клініки планування сім'ї та оголосив аборт злочином проти держави  —  усі ці погляди більше нагадують погляди Раша Лімбо». 
Мой пише, що слова Лімбо спричинили зміну громадського сприйняття фемінізму в усьому американському суспільстві, починаючи з середини 1990-х років. Американці почали сприймати феміністок як догматичних і жадібних до влади жінок, які ненавидять чоловіків і не здатні оскаржувати власні припущення чи приймати критику. Хоча термін «фемінацизм», можливо, був створений для опису невеликої групи окремих феміністок, він перетворився на стереотип про всіх феміністок або навіть всіх жінок. Мой пише, що фемінізм став словом на літеру «F» – ярликом, який жінки вагалися привласнити собі, через страх бути сприйнятими в суспільстві як  «фемінацистки», навіть серед тих, хто погоджувався з цілями фемінізму. 
1. 1 2 3 4 5 6 7 8 9  Horan, Geraldine (2019). Feminazi, breastfeeding nazi, grammar nazi. A critical analysis of nazi insults in contemporary media discourses (PDF). Mediazioni. 24. ISSN 1974-4382. OCLC 227036310.
2. 1 2  Barrett, Grant, ред. (2006). The Oxford Dictionary of American Political Slang. New York: Oxford University Press. с. 105. ISBN 978-0-19-530447-3.
3. 1 2  Lacy, Tim (2010). Limbaugh, Rush. У Chapman, Roger (ред.). Culture Wars: An Encyclopedia of Issues, Viewpoints and Voices, Volume 1. Armonk, N.Y.: M.E. Sharpe. с. 323. ISBN 978-0-76-561761-3.
4. 1 2 3 4 5 6  Moi, Toril (October 2006). 'I Am Not a Feminist, But...': How Feminism Became the F-Word. Publications of the Modern Language Association of America. 121 (5): 1735—1741. doi:10.1632/pmla.2006.121.5.1735. ISSN 0030-8129. JSTOR 25501655. S2CID 145668385. If we wonder what 'militant feminism' is, we learn, at the end of the quotation, that 'militant women' are characterized by their 'quest for power' and their 'belief that men aren’t necessary.'
5. 1 2 3  Kimmel, Michael (2013). Angry White Men: American Masculinity at the End of an Era. New York: Nation Books. с. 42–44. ISBN 978-1-56-858696-0.
6. 1 2 3  Jamieson, Kathleen H.; Cappella, Joseph N. (2008). Echo Chamber: Rush Limbaugh and the Conservative Media Establishment. New York: Oxford University Press. с. 102—103. ISBN 978-0-19-974086-4.
7. ↑  Levit, Nancy (1998). The Gender Line: Men, Women, and the Law. New York University Press. с. 127. ISBN 978-0-81-475295-1.
8. ↑  Dalzell, Tom; Victor, Terry, ред. (2015). The New Partridge Dictionary of Slang and Unconventional English (вид. 2nd). Routledge. ISBN 978-1-317-37251-6.
9. ↑  Seelye, Katherine Q. (12 грудня 1994). Republicans Get a Pep Talk From Rush Limbaugh. The New York Times. с. A16.
10. ↑  Rodríguez-Darias, Alberto Jonay; Aguilera-Ávila, Laura (2018). Gender-based harassment in cyberspace. The case of Pikara magazine. Women's Studies International Forum. 66: 63—69. doi:10.1016/j.wsif.2017.10.004. ISSN 1879-243X. Another recurring theme was the notion that the arguments set out in the articles and comments do not correspond to a feminist perspective, but rather to an extremist stance that is aimed at favouring women in a seeming sex war. Expressions such as 'feminazi' or 'misandry' were used to discredit and slander certain arguments in these discursive confrontations.
11. ↑  Brake, Deborah L. (2007). Perceiving Subtle Sexism: Mapping the Social-Psychological Forces and Legal Narratives that Obscure Gender Bias. Columbia Journal of Gender and Law. 16 (3): 72, 73 n. 24. OCLC 494260125. SSRN 1169582. The dominant story in mainstream culture is that women and minorities are hyper-vigilant in perceiving bias, to the point of mistakenly perceiving sexism and racism when it does not really exist. Mainstream culture is replete with derogatory references to 'feminazi' women who blame everything on gender [...] [T]he widespread cultural assumption of hyper-vigilance is largely a myth.
12. ↑  Schaffer, Kay (1998). Scare words: 'Feminism', postmodern consumer culture and the media. Continuum. 12 (3): 321—334. doi:10.1080/10304319809365775. ISSN 1030-4312. [I]n the 1990s [feminism] is aligned with the vindictive, puritanical and punishing new generation of 'feminazis'. They are the ones who employ the sexual harassment laws that their older sisters helped to put in place which threaten to destroy the lives and careers of kindly old men [...] Although ubiquitous in the popular imaginary, they remain an elusive media construct.
13. 1 2  Williams, Zoe (15 вересня 2015). Feminazi: the go-to term for trolls out to silence women. The Guardian.
14. ↑  Steinem, Gloria (1995). Outrageous Acts and Everyday Rebellions (вид. 2nd). New York: Henry Holt and Company. с. xv. ISBN 978-0-8050-4202-3.
15. ↑  Ask Gloria: Excerpts from Q&A's with Gloria Steinem. Feminist.com. October–November 1996.